# Оллгуд (Алабама)
Оллгуд (англ. Allgood) — місто (англ. town) в США, в окрузі Блаунт штату Алабама. Населення — 548 осіб (2020).

## Географія
Оллгуд розташований за координатами 33°54′27″ пн. ш. 86°30′58″ зх. д. / 33.90750° пн. ш. 86.51611° зх. д. (33.907623, -86.516109).  За даними Бюро перепису населення США в 2010 році місто мало площу 2,69 км², з яких 2,69 км² — суходіл та 0,00 км² — водойми.

## Демографія
Згідно з переписом 2010 року, у місті мешкали 622 особи в 202 домогосподарствах у складі 164 родин. Густота населення становила 231 особа/км².  Було 220 помешкань (82/км²).
Расовий склад населення:
| - 79,6 % — білих - 0,6 % — чорних або афроамериканців - 0,6 % — азіатів - 0,3 % — корінних американців - 17,8 % — осіб інших рас |

До двох чи більше рас належало 1,0 %. Частка іспаномовних становила 49,4 % від усіх жителів.
За віковим діапазоном населення розподілялося таким чином: 31,0 % — особи молодші 18 років, 61,1 % — особи у віці 18—64 років, 7,9 % — особи у віці 65 років та старші. Медіана віку мешканця становила 29,8 року. На 100 осіб жіночої статі у місті припадало 105,3 чоловіків;  на 100 жінок у віці від 18 років та старших — 114,5 чоловіків також старших 18 років.
Середній дохід на одне домашнє господарство  становив 47 349 доларів США (медіана — 42 009), а середній дохід на одну сім'ю — 50 442 долари (медіана — 45 893). За межею бідності перебувало 27,7 % осіб, у тому числі 30,8 % дітей у віці до 18 років та 2,6 % осіб у віці 65 років та старших.
Цивільне працевлаштоване населення становило 328 осіб. Основні галузі зайнятості: виробництво — 19,8 %, освіта, охорона здоров'я та соціальна допомога — 17,7 %, будівництво — 17,1 %.